# Kongregation der Familie der Barmherzigen Liebe
Die Kongregation der Familie der Barmherzigen Liebe (Familia del Amor Misericordioso) ist ein römisch-katholisches Institut des geweihten Lebens von Priestern und Laien. Der Leitsatz ist Alles aus Liebe. 

## Überblick
Die Gemeinschaft wurde von der spanischen Ordensfrau Esperanza de Jesús Alhama Valera („Mutter Esperanza“) gegründet und teilt sich in zwei Kongregationen auf:
- Kongregation der Dienerinnen der Barmherzigen Liebe (lat. Congregatio Esclavas del Amor Misericordioso; Abkürzung EAM)

Gegründet am 24. Dezember 1930 in Madrid
- Kongregation der Söhne der Barmherzigen Liebe (lat. Congregatio Filiorum Amoris Misericordis; Abkürzung FAM)

Gegründet am 15. August 1951 in Rom; anerkannt durch Papst Johannes Paul II. am 12. Juni 1983.
Der Gemeinschaft gehören 107 Priester und 143 Brüder an (2014).
Die zwei Kongregationen teilen sich wiederum in sechs Zweige auf, gehören aber zu einer Ordensfamilie:
- Ordensfrauen Dienerinnen der Barmherzigen Liebe
- Dienerinnen der Barmherzigen Liebe in weltlichen Tätigkeiten
- Ordenspriester Söhne der Barmherzigen Liebe
- Diözesanpriester Söhne der Barmherzigen Liebe
- Brüder, die öffentlich Zeugnis ihrer Weihe als Söhne der Barmherzigen Liebe geben
- Brüder Söhne der Barmherzigen Liebe, berufen zum Einsatz in weltlichen Tätigkeiten

Im Mittelpunkt der Verehrung steht das Kreuz der Barmherzigen Liebe und Maria Mittlerin. Schutzpatrone der Familie der Barmherzigen Liebe sind der heilige Josef Benedikt Cottolengo, die heilige Theresia vom Kinde Jesu, der heilige Johannes von Gott und der heilige Josef.
1961 wurde als Hauptsitz das Heiligtum der Barmherzigen Liebe mit einer Basilika in Collevalenza in Umbrien erstellt. 
Am 5. Juli 2013 fand die Seligsprechung von Mutter Esperanza durch Papst Franziskus statt.